# Atalanta (mitologia)

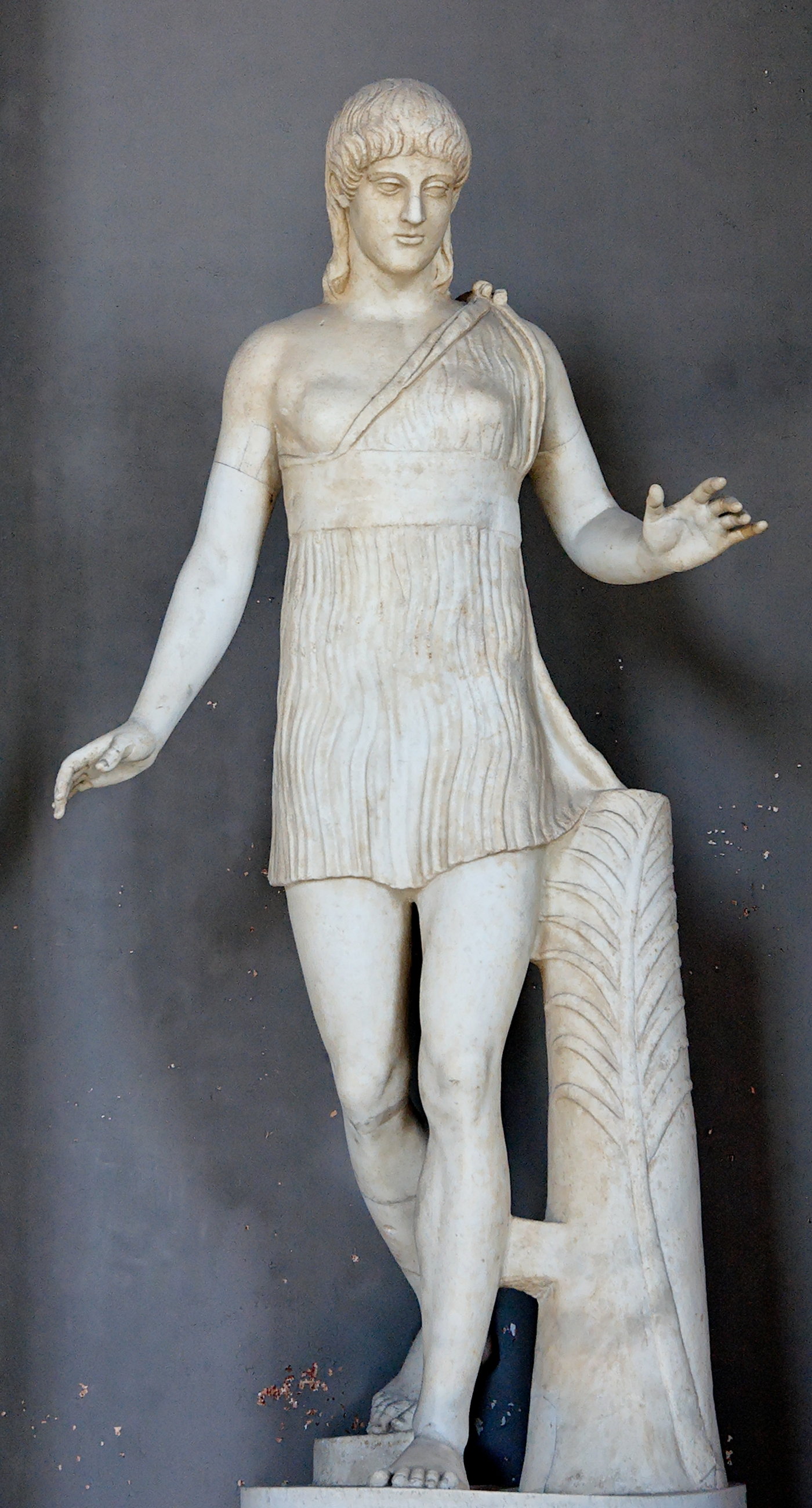
Estátua de Atalanta

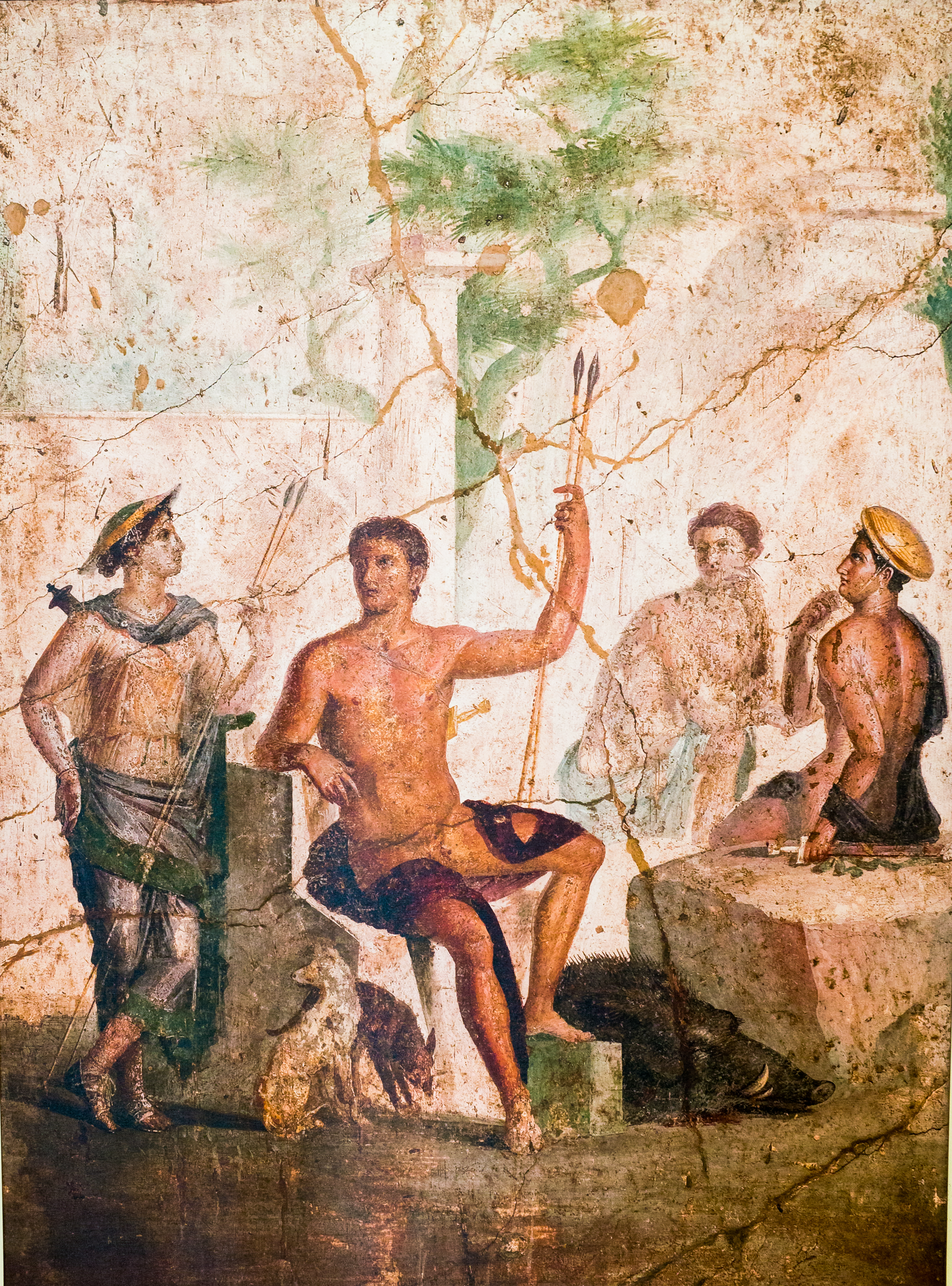
Meleagro e Atalanta. Afresco antigo de Pompéia.

Atalanta, na mitologia grega é uma das Abantíades, ora ligada aos mitos da Arcádia ora às lendas da Beócia. Sua filiação é controversa; é tida ora como filha de Íaso, ora de Mênalo, ora ainda de Esqueneu.
Como seu pai queria apenas filhos homens, Atalanta foi abandonada no monte Partênio logo após o nascimento, tendo sido alimentada por uma ursa e depois recolhida e criada por caçadores. Tornou-se também caçadora, protegida por Ártemis. Muito ágil, era tão rápida "que poderia competir com os deuses Hermes e Íris" os deuses mais rápidos. 
Ela é descrita como "a loira Atalanta" por Teógnis.

## Família
Pseudo-Apolodoro menciona várias versões sobre quem seria seu pai.
No texto onde ele fala sobre sua corrida, ela é filha de Iaso, filho de Licurgo, rei da Arcádia; sua avó materna pode ser Cleófila ou Eurínome, e sua mãe é Clímene, filha de Mínias.
No texto sobre a caçada ao javali calidônio, Atalanta é filha de Esqueneu, filho de Atamante e sua terceira esposa, Temisto. Esta versão tem a autoridade de Hesíodo.
A terceira versão é atribuída, por Pseudo-Apolodoro, a Eurípides; por esta versão, ela era filha de Maenalus.

## Caçada ao javali calidônio
Atalanta participou da caça ao javali de Calidônia, e foi a primeira a acertar no javali com uma flecha nas costas, seguida de Anfiarau, que o atingiu no olho. Quando Meleagro o mata, atingindo-o no flanco, dá a pele do javali a Atalanta. Os filhos de Téstio — que era o pai de Althaea, mãe de Meleagro — invejosos de que uma mulher tivesse recebido o prêmio, tiraram a pele a Atalanta. Meleagro, furioso, matou os filhos de Téstio e devolveu a pele a Atalanta. Porém, sua mãe, Althaea, triste com a morte dos irmãos, jogou no fogo o pedaço de madeira de que a vida de Meleagro dependia, matando-o. Em seguida, Althaea e Cleópatra, esposa de Meleagro, se enforcaram.

## Casamento
Após a sua vitória na caçada ao javali calidônio, Atalanta recebeu uma profecia que dizia para não se casar, pois tal seria a sua ruína. Assim, permaneceu virgem. Para demover os pretendentes, seu pai determinou que apenas os que a derrotassem numa corrida seriam dignos da sua mão. Os que fossem vencidos seriam mortos por Atalanta, que os trespassaria com uma lança.
Muitos jovens já haviam perdido a vida tentando derrotar Atalanta na corrida, da qual Hipomene, filho de Megareu, era juiz oficial. Um dia, enquanto enfrentava um pretendente mais determinado, Atalanta correu mais que o habitual, e o vento levou as suas vestes. Hipomene, ao ver o corpo da jovem, entendeu finalmente porque estavam aqueles jovens dispostos a morrer, algo que sempre se questionara. Decidiu então desafiar a jovem, e pediu a ajuda de Afrodite para conquistar o seu amor. A deusa deu-lhe então três pomos (maçãs) de ouro, para que os deixasse cair no decorrer da corrida com Atalanta. Na corrida, quando esta viu os pomos no chão, deslumbrada com a sua beleza, parou para os apanhar, acabando por dar a vitória a Hipomene.
Foi desta forma que Atalanta perdeu a sua primeira corrida, acabando por se casar com Hipomene.

### Maldição
Depois de se casar com Atalanta, Hipomene esqueceu-se de glorificar Afrodite. Como vingança, a deusa induziu o casal a violar um santuário de Zeus ou de Reia (conhecida em Roma como Cibele), onde tiveram sexo. Como castigo pelo sacrilégio, Zeus (ou Reia) os transformou em leões.

### Prole
Em algumas versões da mitologia, Partenopeu, que tomou parte na primeira expedição contra Tebas, é filho de Atalanta. Seu pai poderia ser Melanion ou Ares, Meleagro ou Schoeneus.